# Seriola carpenteri
La ricciola della Guinea (Seriola carpenteri Mather, 1971) è un pesce di mare appartenente alla famiglia Carangidae.

## Distribuzione e habitat
Il fatto che questa specie sia stata descritta solo nel 1971 e che sia quasi indistinguibile dalla ricciola comune (Seriola dumerili) rende estremamente difficile mappare la sua presenza nei mari. È nota con certezza per l'Oceano Atlantico orientale lungo le coste africane ed europee fino al Golfo di Guascogna e per il mar Mediterraneo. È stata catturata in buon numero presso Lampedusa e il fatto che questi esemplari avessero le gonadi pronte per la riproduzione lascia pensare che la specie si sia stabilita nel Mediterraneo.

Anche della biologia si sa pochissimo, si crede che le sue abitudini di vita non differiscano sostanzialmente da quelle della ricciola comune.

## Descrizione
L'aspetto esterno è identico a quello della ricciola comune, gli unici particolari distintivi sono i seguenti:
- dimensioni molto inferiori, fino a 55 cm (in realtà non è ben noto se questa specie possa raggiungere taglie maggiori)
- 7 o 8 raggi spiniformi nella prima pinna dorsale, nella ricciola sono sempre 7
- 19-23 branchiospine, nella ricciola sono 11-19.

La colorazione non è nota con certezza per cui non si sa se possa essere distinta dalla ricciola per la livrea.